# Frank Rainer Scheck
Frank Rainer Scheck (* 30. Mai 1948 in Hallenberg; † April 2013) war ein deutscher Sachbuchautor, Verlagslektor  und Herausgeber.
Frank Rainer Scheck studierte Germanistik, Philosophie und Theaterwissenschaften. Von 1974 bis 1987 betrieb er gemeinsam mit Reinhard Merker den Arbeiterkulturverlag, in dem eine Reihe linker Broschüren erschien. Ab 1976 war er Lektor, ab 1979 Cheflektor in einem deutschen Verlag. Zwischen 1990 und 1992 gab er die zwölfbändige Reihe DuMont’s Bibliothek des Phantastischen heraus. Ab 1993 war er freier Schriftsteller und veröffentlichte zahlreiche Sachbücher und Reiseführer. Weiterhin war er ein Kenner phantastischer Literatur. Scheck lebte in Köln.

## Veröffentlichungen (Auswahl)
- (Hrsg.): Koitus 80. Neue Science Fiction. Verlag Kiepenheuer & Witsch, Köln Berlin 1970.
- (Hrsg.): Chinas sozialistischer Weg: Berichte u. Analysen d. Peking-Rundschau. Fischer-Taschenbuch-Verlag, Frankfurt (am Main) 1972, ISBN 3-436-01543-1.
- (Hrsg.): Computerträume. Deutscher Taschenbuch-Verlag, München 1973, ISBN 3-423-05416-6, (Reihe Neue Science-fiction).
- Stanislaw Lem, ein moderner Revisionist. Auseinandersetzung. Arbeiterkulturverlag, Essen 1974.
- (Hrsg.): Erobert die Literatur! Proletarisch-revolutionäre Literaturtheorie und -debatte in der "Linkskurve" 1929-1932. Kiepenheuer und Witsch, Köln 1973, ISBN 3-462-00945-1, pocket 49, (Reihe Arbeiterliteratur).
- Jordanien. Völker und Kulturen zwischen Jordan und Rotem Meer. DuMont Buchverlag, Köln 1985
- (Hrsg.): Volksrepublik China: Kunstreisen durch das Reich der Mitte, 4. Auflage, DuMont, Köln 1989, ISBN 3-7701-1806-5, (Reihe DuMont-Dokumente : DuMont-Kunst-Reiseführer)
- (mit Johannes Odenthal): Syrien: Hochkulturen zwischen Mittelmeer und Arabischer Wüste. DuMont, Köln 1998, ISBN 3-7701-3978-X.
- Nostradamus. Deutscher Taschenbuch-Verlag, München 1999, ISBN 3-423-31024-3.
- (mit Manfred Görgens): Buddhismus. DuMont, Köln 1999, ISBN 3-7701-3601-2, Reihe: DuMont-Taschenbücher; 516: DuMont-Schnellkurs
- Wandern auf Teneriffa (35 Touren, exakte Karten, Höhenprofile). DuMont, Köln 2000, ISBN 3-7701-5301-4.
- Türkei – die Westküste (Izmir, Bodrum, Marmaris, Troja, Pergamon, Ephesos). DuMont-Reiseverlag, Köln 2002, ISBN 3-7701-6026-6.
- Wandern im Aostatal (35 Touren, exakte Karten, Höhenprofile). DuMont, Köln 2001, ISBN 3-7701-5522-X
- Anton Cechov. Deutscher Taschenbuch-Verlag, München 2004, ISBN 3-423-31075-8.
- (Hrsg. mit Erik Hauser): Meisterwerke der dunklen Phantastik 01: AUT DIABOLUS AUT NIHIL (Band 1), Windeck: BLITZ-Verlag 2014, Druckausg.: ISBN 978-3-89840-347-4.